# Nuja
Nuja je bil vladar dela Spodnjega Egipta v drugem vmesnem obdobju, verjetno  v 17. stoletju pr. n. št. Dokazan je na samo enem skarabejskem pečatu neznanega porekla. Danski egiptolog Kim Ryholt  je na osnovi serijacije pečatov iz drugega vmesnega obdobja zaključil, da je bil Nuja faraon iz Štirinajste dinastije, ki je vladal za Nehesijem in pred Jakubherjem. Kot tak je vladal v 17. stoletju pr. n. št.  iz Avarisa nad vzhodnim, morda tudi zahodnim delom Nilove delte. 
Egiptologa Erik Hornung in Elisabeth Staehelin napis na domnevno Nujevem skarabeju bereta kot Hajan. Hajan je bil močan hiški vladar iz Petnajste dinastije, ki je vladal od okoli 1610 pr. n. št. do 1580 pr. n. št. Egiptolog Darrell Baker njuno branje odločno zavrača, o Nujevi identiteti pa ostaja previden.